# 文工团
文工团，全称文艺工作团，是以歌唱、舞蹈、戏剧等文艺表演，慰劳军队、铁路或其他艰苦行业人员和开展政治宣传活动的艺术团体。可以指：

## 中华人民共和国
1929年古田会议后，中国工农红军各部队挑选文艺分子组成宣传队。1931年中国工农红军中央军事政治学校成立“八一剧团”，成为中共军队第一个以艺术活动为主的专业性艺术团体。
1950年底，各野战军（大军区）、兵团、军(包括一些省军区)和各特种兵以及部分院校都有文工团，许多团一级部队也有宣传队。据统计，当时全军共有专业文艺单位300多个，文工团（队）员6.4万多人。1953年，原总政治部提出全军各大单位要“建立以歌舞为主有专业分工的综合性的文工团”；军、师文工团、队要实现“一专多能”。
到七十年代，按规定各大单位（各军区、军兵种、各总部和海军舰队、军区空军）经中央军委批准才能设专业文工团。各军、师和省军区、军分区的宣传队，有的水平很高，但仍是业余的。总后勤部都只有业余宣传队。

### 解放军和武警部队文工团

#### 现存
现存3支：
- 中国人民解放军文化艺术中心文艺部
- 中国人民解放军西藏军区政治工作部文工团（前身是1947年创建的豫皖苏军区政治部宣传队。1949年随改编为解放军第十八军文工团南下。1950年文工团随军进藏。改编为西藏军区政治部文工团）
- 中国人民解放军新疆军区政治工作部文工团（前身是1946年12月成立的八路军第三五九旅宣传队，后沿革为解放军第二军宣传队、新疆军区文工团。七十年代扩编为乌鲁木齐军区政治部歌舞团、话剧团，后合并为新疆军区政治部文工团）

#### 已撤销
- 中央军委政治工作部歌舞团（原总政治部歌舞团）
- 中央军委政治工作部歌剧团（原总政治部歌剧团）
- 中央军委政治工作部话剧团（原总政治部话剧团）
- 中国人民解放军陆军政治工作部文工团（原北京军区战友文工团，2018年9月撤销）
- 中国人民解放军海军政治工作部文工团（2018年9月撤销）
- 中国人民解放军空军政治工作部文工团（2018年9月撤销）
- 中国人民解放军火箭军政治工作部文工团（原第二炮兵政治部文工团，2018年9月撤销）
- 中国人民解放军战略支援部队政治工作部文工团（原兰州军区战斗文工团，2018年9月撤销）
- 中国人民解放军东部战区陆军前线文工团（原南京军区政治部前线文工团，2018年9月撤销）
- 中国人民解放军南部战区陆军文工团（原广州军区政治部战士文工团，2018年9月撤销）
- 中国人民解放军西部战区陆军战旗文工团（原成都军区政治部战旗文工团，2018年9月撤销）
- 中国人民解放军北部战区陆军前卫文工团（原济南军区政治部前卫文工团，2018年9月撤销）
- 中国人民解放军内蒙古军区政治工作部文工团（2018年9月撤销）
- 中国人民武装警察部队政治工作部文工团（2018年9月撤销）
- 北京军区“战友”文工团、京剧团
- 广州军区“战士”文工团、杂技团
- 成都军区“战旗”文工团
- 兰州军区“战斗”文工团
- 沈阳军区“前进”文工团
- 济南军区“前卫”文工团
- 南京军区“前线”文工团
- 福州军区“前锋”文工团
- 武汉军区“胜利”文工团
- 昆明军区“国防”文工团
- 内蒙古军区文工团
- 新疆军区文工团
- 西藏军区文工团
- 海军政治部文工团
- 空军政治部文工团
- 铁道兵政治部文工团
- 工程兵政治部文工团（也曾冠名“烽火”文工团）
- 基建工程兵政治部文工团
- 第二炮兵政治部文工团（也称“星火”文工团）
- 旅大警备区“前哨”文工团
- 上海警备区“战力”文工团
- 舟嵊要塞区“海防”文工团
- 北海舰队航空兵“海鹰”文工团
- 广州军区空军“战鹰”文工团
- 中南海文工團（1958年撤销）
- 中国人民解放军公安军文工团（1958年撤销，部分并入全总文工团、济南军区前卫文工团）
- 国防科委某试验训练基地春雷文工团[1]
- 国防科委政治部文工团

### 其他系统文工团
- 中国铁路文工团
- 中国煤矿文工团
- 中华全国总工会文工团
- 中国广播艺术团

## 中华民国
现存1支：
- 国防部政治作战总队心理作战大队第五中队

## 朝鲜
- 牡丹峰乐团
- 万寿台艺术团
- 功勋国家合唱团

## 俄罗斯
- 亚历山德罗夫红旗歌舞团

## 其他
- 雀塔那文工团